# Lladó
Pour les articles homonymes, voir Lladó.
Lladó est une commune d'Espagne dans la communauté autonome de Catalogne, province de Gérone, de la comarque d'Alt Empordà

## Histoire
15 septembre 1823 : Combat de Lladó durant l'expédition d'Espagne.

## Patrimoine culturel

### Patrimoine religieux
- monastère de Santa Maria de Lladó